# بون-اسپرانس، کبک
بون-اسپرانس (به فرانسوی: Bonne-Espérance) شهری در منطقه شهری خلیج سن-لوران ناحیه کوت-نور در استان کبک کانادا است. در سرشماری سال ۲۰۱۱ این شهر ۸۳۹ نفر جمعیت داشته‌است و مساحت آن ۷۲۱٫۲۸ کیلومتر مربع است.